# Ośrodek duszpasterski Matki Bożej Nieustającej Pomocy w Grocholowym Potoku
Ośrodek duszpasterski Matki Bożej Nieustającej Pomocy w Grocholowym Potoku – rzymskokatolicki ośrodek duszpasterski należący do dekanatu Białka Tatrzańska archidiecezji krakowskiej we wsi Rzepiska, na osiedlu Potok Grocholów. 

## Historia
W 1960 roku powstał ośrodek duszpasterski w Rzepiskach- Grocholowym Potoku. 21 kwietnia 2003 roku arcybiskup metropolita krakowski kard. Stanisław Dziwisz erygował rektorat pod wezwaniem Matki Bożej Nieustannej Pomocy w Rzepiskach. Kościół rektoralny wybudowany został w latach 1955–1957. Cmentarz przylega do kościoła od południa.